# ライトハウス (映画)
『ライトハウス』（The Lighthouse）は、2019年のアメリカ合衆国のホラー映画。監督はロバート・エガース、出演はロバート・パティンソンとウィレム・デフォーなど。絶海の孤島を舞台に、2人の灯台守の間で展開する息詰まるドラマを描いたスリラーである。
白黒、スタンダード・サイズ。映画の舞台となった時代の銀塩写真（オルソクロマティック＝暖色に感光せず暗く写るため、人物の肌の皺や染みが強調される）、フリッツ・ラング作品を参考にし、ペッツパールやバルター製のレンズをパナビジョン・カメラと組み合わせ、530nm以上のスペクトルをカットする特注のフィルターを用いて、常用のモノクロームフィルムで撮影の利便性を保ちながら独特な画質を獲得した。

## ストーリー
19世紀のニューイングランド。灯台しかない沖の孤島に、視察官の船が2人の男を運んで来た。先任の2名と交代してこれから4週間、岩礁のような小島で、2人きりで燈台守を勤めるのだ。上司である老人はベテラン燈台守だが、イーフレイム・ウインズローと名乗る陰気な若者は新人だった。老人の以前の同僚が死んだので、新しく雇われたのだ。
死んだ前任者が使っていたベッドのマットレスの中から、小さな木彫りの人魚を見つける新人。前任者は、人魚の幻に囚われて死んだと話す老人。新人もすぐに、美しい女の人魚の幻を見始めた。
新人を執拗に酷使する老人。石炭運びや建物の修理など過酷な雑用は全て新人の仕事だった。上司の老人が新人を査定し、日誌に記入する。良く書かれなければ給料を減らされる。高額の給料が目当ての新人は、犬と呼ばれても耐えて働き続けた。
老人は、最上階の灯室に新人が入ることを禁じ、鍵をかけて灯りの管理を独占した。ガラス製の光源の強い光を浴びて恍惚の表情を浮かべる老人。下の隙間から覗く新人の目には、灯室に不気味な怪物がのたくっているように見えた。
上司の老人は元は船乗りで、足を悪くして船を下りたと話す。だが、足を悪くした原因は話すたびに違い、どこまでが真実か分からない。
4週間後、明日は島を出られると、酔って騒ぐ2人。新人から初めて名を尋ねられた老人はトーマス・ウエイクと名乗り、トムと呼べと親しげに言った。しかし、翌日から激しい嵐が続き、迎えの視察船は来なかった。視察船を逃せば数週間は食料が届かない。2人は土中に埋めてあった非常用の木箱を掘り出した。しかし中身は食料ではなく酒だった。
泥酔して踊り、殴りあった末に、老人に自分の秘密を明かす新人。カナダの木こりだった新人の本名はトーマス（トミー）・ハワード。仲間のイーフレイム・ウインズローを死に追いやり、ウインズローに成りすまして灯台の島に渡って来たのだ。
自分の前任の燈台守は、老人に殺されたのではと疑う新人。救命ボートで島を脱出しようとするが、ボートは老人に破壊された。しかし老人は、新人がボートを壊したと話す。そもそも新人は本当に灯台の島に渡り、現実にそこで暮らしているのか？
老人の日誌を読み、激怒する新人。懸命に働いたのに、無能だから無給で解雇しろと書かれていたのだ。老人を殺し、奪った鍵で灯室に上がる新人。そこで何を見たのか…絶叫して灯台から転げ落ちた新人は、生きたまま島のカモメ達に「はらわた」を食われるのだった。

## キャスト
※括弧内は日本語吹替
イーフレイム・ウィンズロー / トーマス・ハワード
演 - ロバート・パティンソン（櫻井孝宏）
ミステリアスな新人の灯台守。

トーマス・ウェイク
演 - ウィレム・デフォー（山路和弘）
イーフレイムを監督するベテランの灯台守。

人魚
演 - ワレリヤ・カラマン

本物のイーフレイム・ウィンズロー
演 - ローガン・ホークス

## 製作
2018年2月、ロバート・エガースが彼の兄弟のマックス・エガースと共同で書いた脚本を基に監督する新作に、ウィレム・デフォーが出演すると発表された。同年同月、ロバート・パティンソンがキャストに加わった。

### 撮影
主要な撮影は、2018年4月9日から始まった。撮影は、フォーチュー岬のリーフ・エリクソン・パークや、カナダのノバスコシア州のヤーマスにあるヤーマス国際空港の格納庫内で行われた。編集のルイーズ・フォードは、本作が白黒の35mmフィルムで撮影されたと明かした。

## 公開
本作は、2019年5月19日に開催された第72回カンヌ国際映画祭の監督週間で世界初上映され、国際映画批評家連盟賞の独立選出部門を受賞した。

## 評価
本作は第72回カンヌ国際映画祭で上映された作品の中でも際立って高い評価を受けており、批評家から絶賛されている。Rotten Tomatoesでは52個の批評家レビューのうち98%が支持評価を下し、平均評価は10点中9.13点となった。サイトの批評家の見解は「本作の興味深い物語は、役者陣の名演によって導かれ見事に映画化されている。『ライトハウス』はロバート・エガースの才能ある映画監督としての地位を確固たるものにした。」となっている。